# Elecciones presidenciales de Turquía de 2023
Las elecciones presidenciales estaban programadas para el 14 de mayo de 2023 en Turquía, junto con las elecciones parlamentarias. Los votantes eligieron un presidente por un período de cinco años. Se estimó que un total de 64 millones de votantes emitieron su voto en las elecciones del 14 de mayo, 60,9 millones en Turquía y 3,2 millones en el extranjero. La fecha del 14 de mayo se eligió como efemérides de las elecciones generales de 1950, las primeras elecciones democráticas en Turquía.
El actual presidente Recep Tayyip Erdoğan del Partido de la Justicia y el Desarrollo (AKP) se postuló para la reelección como candidato conjunto de la Alianza Popular, que incluye al Partido de Acción Nacionalista (MHP) y otros tres partidos más pequeños. La Alianza ha generado controversia por la inclusión del Partido Causa Libre (HÜDA PAR), que es conocido por sus vínculos con Hezbolá.
La Alianza de la Nación, compuesta por seis partidos de oposición, incluido el principal opositor Partido Republicano del Pueblo (CHP), presentó a su líder, Kemal Kılıçdaroğlu, como su candidato presidencial. La Alianza se ha comprometido a revertir la constitución de Turquía a un sistema de gobierno parlamentario, lejos del sistema presidencial que ha estado vigente desde el referéndum de 2017. Aunque no forman parte de la alianza, el Partido de la Izquierda Verde (YSP), partido en el cual los candidatos del Partido Democrático de los Pueblos (HDP) se presenta a las elecciones legislativas, pro-kurdo y la Alianza Trabajo y Libertad (de la que es miembro) respaldaron a Kılıçdaroğlu. Otros dos candidatos menores, a saber, el líder del Partido de la Patria (MP) Muharrem İnce y el candidato nacionalista secular de la Alianza Ancestral Sinan Oğan, también alcanzaron las 100.000 firmas requeridas para presentarse.
Los temas principales de la campaña giraron en torno al mortal terremoto entre Turquía y Siria de febrero de 2023, que dejó más de 50.000 muertos y amenazó con posponer la fecha de las elecciones. El gobierno fue criticado por su lenta respuesta al terremoto y las amnistías de tierras anteriores que, según los críticos, hicieron que los edificios fueran más vulnerables. La economía, que ha sufrido una crisis casi continua desde 2018, también ocupó un lugar destacado debido al rápido aumento del costo de vida. En la mayoría de las encuestas, los votantes identificaron la economía como su principal área de preocupación.
Las campañas se percibieron como altamente divisivas y negativas. El ministro del Interior, Süleyman Soylu, afirmó que una victoria de la oposición se consideraría efectivamente un golpe de Estado, mientras que el alcalde de Estambul, Ekrem İmamoğlu, fue atacado por mafiosos que arrojaban piedras durante un mitin de campaña en Erzurum. La sede del opositor Partido Bueno (İYİ) fue atacada a tiros a fines de marzo. La cobertura de los medios se consideró excesivamente sesgada hacia la alianza de gobierno, que se estimaba que controlaba más del 90% de los medios de comunicación del país. Tres días antes de las elecciones, Muharrem İnce se retiró de las elecciones citando constantes campañas de calumnias y difamación en su contra por parte de candidatos rivales, aunque seguirá apareciendo en la papeleta de votación debido a la cercanía de la fecha de las elecciones y su nombre estará presente en las papeletas.

## Contexto

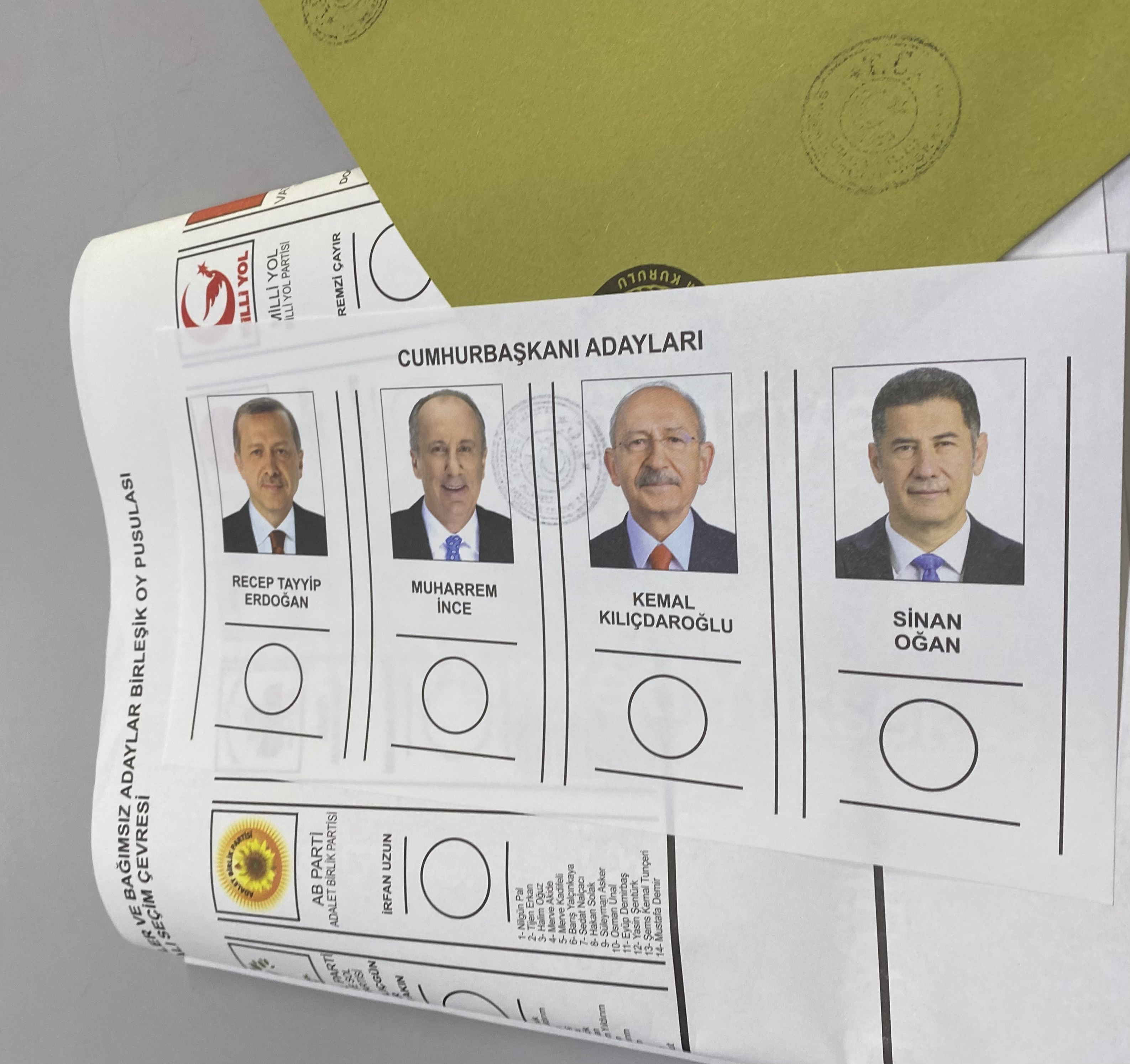
Voto de la primera vuelta presidencial.

### Elecciones de 2018
Las elecciones generales turcas anteriores tuvieron lugar el 24 de junio de 2018. La elección marcó la transición del país de un sistema parlamentario a uno presidencial, como lo aprobaron por poco los votantes en el controvertido referéndum constitucional de 2017. Esa elección resultó en una victoria para el actual presidente Recep Tayyip Erdoğan, quien ocupaba el cargo desde 2014. Mientras tanto, el gobernante Partido de la Justicia y el Desarrollo (AKP) perdió la mayoría absoluta en la Gran Asamblea Nacional de Turquía por primera vez desde junio de 2015, lo que lo obligó a depender de su socio de coalición, el Partido del Movimiento Nacionalista (MHP) de Devlet Bahçeli para aprobar legislación.
Aunque había especulaciones sobre unas elecciones anticipadas previas a las ordinarias en 2023, Bahçeli las descartó. En una declaración escrita, dijo que las elecciones no se realizarán antes de 2023. También confirmó que la coalición actual entre AKP y MHP permanecerá intacta y Erdogan será su candidato conjunto para presidente.

## Sistema electoral
El presidente de Turquía es elegido directamente a través del sistema de dos vueltas, según el cual un candidato debe obtener una mayoría simple (más del 50 %) del voto popular para ser elegido. Si ningún candidato obtiene una mayoría absoluta absoluta, se lleva a cabo una segunda vuelta entre los dos candidatos más votados de la primera vuelta, y el ganador de la misma se declara elegido. La primera elección directa a la presidencia turca se llevó a cabo en 2014, luego de que un referéndum en 2007 aboliera el sistema anterior bajo el cual el jefe de Estado era elegido por la legislatura, la Gran Asamblea Nacional de Turquía. El presidente de Turquía está sujeto a límites de mandato y puede servir como máximo dos mandatos consecutivos de cinco años.
Los posibles candidatos presidenciales deben tener al menos 40 años y haber completado la educación superior. Cualquier partido político que haya obtenido el 5 % de los votos en las elecciones parlamentarias anteriores puede presentar un candidato, aunque los partidos que no hayan alcanzado este umbral pueden formar alianzas y presentar candidatos conjuntos siempre que su porcentaje total de votos supere el 5 %. Los independientes pueden postularse si reúnen 100.000 firmas del electorado.

## Calendario electoral
El Consejo Supremo Electoral anunció el siguiente calendario electoral para las elecciones presidenciales y parlamentarias de 2023.

### Primera vuelta
- 18 de marzo: El Consejo Supremo Electoral anuncia el inicio oficial del ciclo electoral.
- 19 de marzo: Presentación de solicitudes de candidatura al Consejo Supremo Electoral.
- 20 de marzo: los candidatos presidenciales independientes pueden postularse hasta las 17.00 horas. Las solicitudes de candidatos independientes son examinadas por el Consejo Supremo de Elecciones y los candidatos serán notificados si a su solicitud le faltan documentos u otras deficiencias a partir de las 23:00.
- 21 de marzo: Los candidatos presidenciales independientes cuya solicitud haya sido rechazada por el Consejo Supremo de Elecciones, pueden apelar y solicitar un nuevo examen hasta las 17:00 horas. Plazo para que los partidos políticos presenten candidato presidencial.
- 24 de marzo: Fecha límite para que los partidos políticos decidan si participan o no en las elecciones dentro de una alianza electoral.
- 28 de marzo: Anuncio de la lista temporal de candidatos presidenciales e inicio de las solicitudes de apelación.
- 31 de marzo: Anuncio de la lista definitiva de candidatos presidenciales.
- 1 de abril: Presentación de papeleta con los candidatos presidenciales.
- 8 de abril: Sorteo para determinar las posiciones de alianzas y partidos políticos en la papeleta.
- 9 de abril: Fecha límite para la presentación de listas de candidatos a diputados.
- 12 de abril: Finalización de los registros de votantes nacionales e internacionales.
- 27 de abril: Inicio de los procedimientos de votación en las puertas de aduanas y en el extranjero.
- 9 de mayo: Fecha límite para votar en el extranjero.
- 13 de mayo: Fin de la propaganda electoral e inicio del silencio electoral a las 18:00 horas.
- 14 de mayo: Día de las votaciones. Anuncio de los resultados provisionales de la elección presidencial a las 23:59.
- 19 de mayo: Anuncio de los resultados definitivos de las elecciones por parte del Consejo Supremo Electoral.

### Segunda vuelta
- 15 de mayo: Inicio de la propaganda electoral para la segunda vuelta de las elecciones presidenciales.
- 20 de mayo: Inicio de los procedimientos de votación en las puertas de aduanas y en el extranjero.
- 24 de mayo: Fecha límite para votar en el extranjero.
- 27 de mayo: Fin de la propaganda electoral e inicio del silencio electoral a las 18:00 horas.
- 28 de mayo: Día de las votaciones. Segunda vuelta de las elecciones presidenciales.
- 29 de mayo: Anuncio de los resultados provisionales de las elecciones presidenciales.
- 1 de junio: anuncio de los resultados finales de las elecciones presidenciales.

## Candidatos y partidos

### Lista

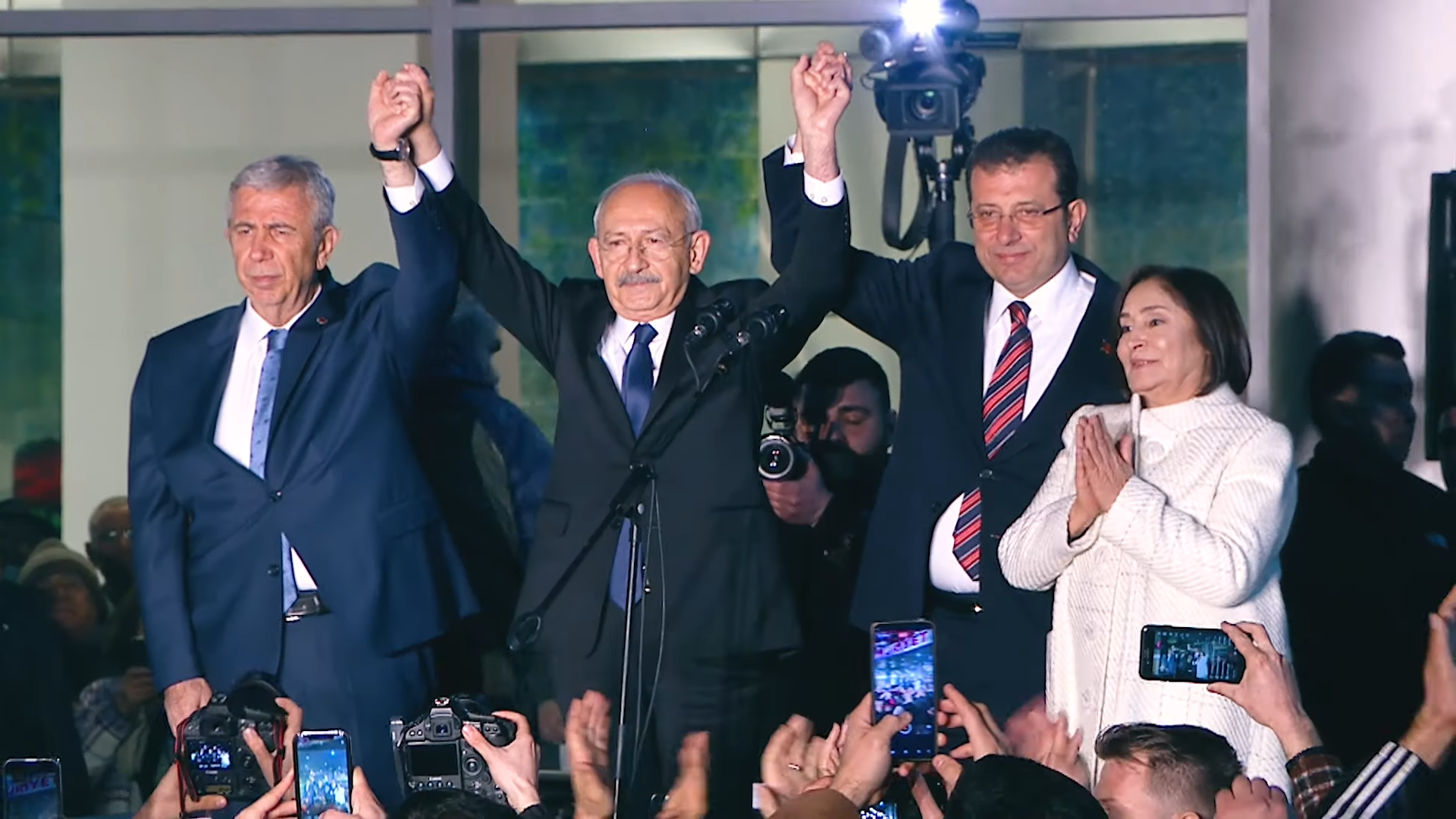
Anuncio de Ekrem İmamoğlu y Mansur Yavaş como candidatos a vicepresidente por Kemal Kılıçdaroğlu.

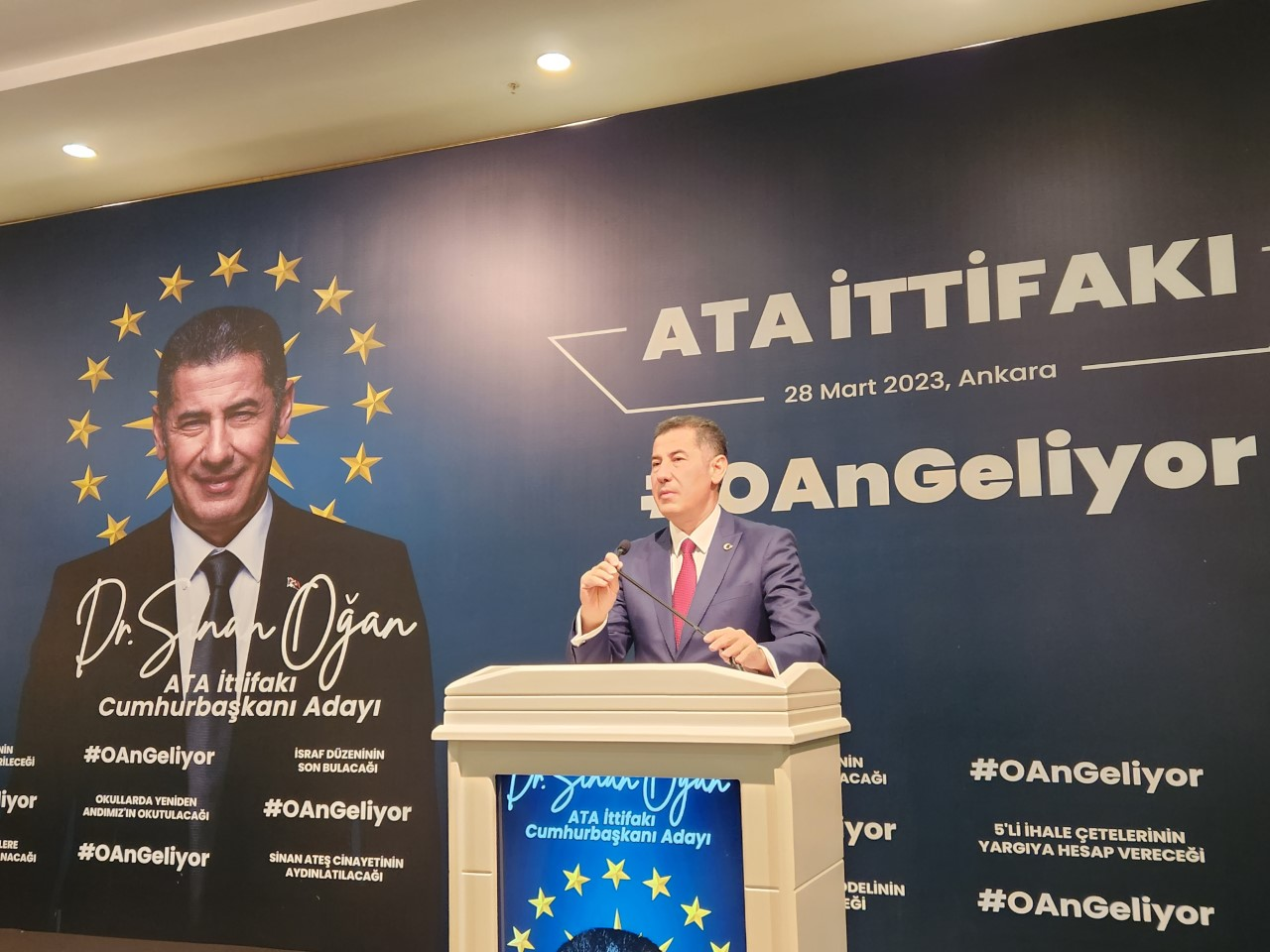
Sinan Oğan lanzando su campaña.

- Recep Tayyip Erdoğan, actual Presidente de Turquía (2014-presente),[19] líder del Partido de la Justicia y el Desarrollo (AKP)
  - Apoyado por: Alianza Popular
- Kemal Kılıçdaroğlu, líder del Partido Republicano del Pueblo (CHP), líder de la oposición.[20][21] Ekrem İmamoğlu, Mansur Yavaş y los líderes de cinco partidos de Alianza de la Nación son nombrados candidatos a vicepresidente.[22]
  - Apoyado por: Alianza de la Nación
- Muharrem İnce, líder del Partido de la Patria, candidato a presidente en 2018 por el Partido Republicano del Pueblo (CHP).[23][24]
- Sinan Oğan , exmiembro del parlamento por el Partido de Acción Nacionalista (MHP) (2011-2015) (postulándose como independiente)
  - Apoyado por Alianza Ancestral[25]

El 1 de abril, como resultado de un sorteo realizado por el Consejo Supremo Electoral, los lugares de cuatro candidatos presidenciales en la papeleta han quedado determinados de la siguiente manera:
| Lista oficial de candidatos presidenciales en orden de aparición en la boleta electoral | Lista oficial de candidatos presidenciales en orden de aparición en la boleta electoral | Lista oficial de candidatos presidenciales en orden de aparición en la boleta electoral | Lista oficial de candidatos presidenciales en orden de aparición en la boleta electoral | Lista oficial de candidatos presidenciales en orden de aparición en la boleta electoral | Lista oficial de candidatos presidenciales en orden de aparición en la boleta electoral | Lista oficial de candidatos presidenciales en orden de aparición en la boleta electoral | Lista oficial de candidatos presidenciales en orden de aparición en la boleta electoral | Lista oficial de candidatos presidenciales en orden de aparición en la boleta electoral | Lista oficial de candidatos presidenciales en orden de aparición en la boleta electoral | Lista oficial de candidatos presidenciales en orden de aparición en la boleta electoral | Lista oficial de candidatos presidenciales en orden de aparición en la boleta electoral | Lista oficial de candidatos presidenciales en orden de aparición en la boleta electoral | Lista oficial de candidatos presidenciales en orden de aparición en la boleta electoral | Lista oficial de candidatos presidenciales en orden de aparición en la boleta electoral |
| --------------------------------------------------------------------------------------- | --------------------------------------------------------------------------------------- | --------------------------------------------------------------------------------------- | --------------------------------------------------------------------------------------- | --------------------------------------------------------------------------------------- | --------------------------------------------------------------------------------------- | --------------------------------------------------------------------------------------- | --------------------------------------------------------------------------------------- | --------------------------------------------------------------------------------------- | --------------------------------------------------------------------------------------- | --------------------------------------------------------------------------------------- | --------------------------------------------------------------------------------------- | --------------------------------------------------------------------------------------- | --------------------------------------------------------------------------------------- | --------------------------------------------------------------------------------------- |
| 1                                                                                       | 1                                                                                       | 1                                                                                       | 1                                                                                       | 2                                                                                       | 3                                                                                       | 3                                                                                       | 3                                                                                       | 3                                                                                       | 3                                                                                       | 3                                                                                       | 4                                                                                       | 4                                                                                       | 4                                                                                       | 4                                                                                       |
|                                                                                         |                                                                                         |                                                                                         |                                                                                         |                                                                                         |                                                                                         |                                                                                         |                                                                                         |                                                                                         |                                                                                         |                                                                                         |                                                                                         |                                                                                         |                                                                                         |                                                                                         |
| Recep Tayyip Erdoğan                                                                    | Recep Tayyip Erdoğan                                                                    | Recep Tayyip Erdoğan                                                                    | Recep Tayyip Erdoğan                                                                    | Muharrem İnce                                                                           | Kemal Kılıçdaroğlu                                                                      | Kemal Kılıçdaroğlu                                                                      | Kemal Kılıçdaroğlu                                                                      | Kemal Kılıçdaroğlu                                                                      | Kemal Kılıçdaroğlu                                                                      | Kemal Kılıçdaroğlu                                                                      | Sinan Oğan                                                                              | Sinan Oğan                                                                              | Sinan Oğan                                                                              | Sinan Oğan                                                                              |
| Alianza Popular                                                                         | Alianza Popular                                                                         | Alianza Popular                                                                         | Alianza Popular                                                                         | Candidatura retirada                                                                    | Alianza de la Nación                                                                    | Alianza de la Nación                                                                    | Alianza de la Nación                                                                    | Alianza de la Nación                                                                    | Alianza de la Nación                                                                    | Alianza de la Nación                                                                    | Alianza Ancestral                                                                       | Alianza Ancestral                                                                       | Alianza Ancestral                                                                       | Alianza Ancestral                                                                       |
|                                                                                         |                                                                                         |                                                                                         |                                                                                         |                                                                                         |                                                                                         |                                                                                         |                                                                                         |                                                                                         |                                                                                         |                                                                                         |                                                                                         |                                                                                         |                                                                                         |                                                                                         |
| AKP                                                                                     | MHP                                                                                     | BBP                                                                                     | YRP                                                                                     | MP                                                                                      | CHP                                                                                     | İYİ                                                                                     | DEVA                                                                                    | GP                                                                                      | SP                                                                                      | DP                                                                                      | ZP                                                                                      | AP                                                                                      | ÜP                                                                                      | TÜİP                                                                                    |

### Nominaciones
La Constitución de Turquía, enmendada tras el referéndum constitucional de 2017, permite que cualquier partido con un grupo parlamentario (al menos 20 diputados) nomine un candidato presidencial. Los candidatos restantes debían recoger al menos 100.000 firmas.
Los votantes pudieron firmar a su candidato presidencial preferido entre el 22 y el 27 de marzo en la sucursal del consejo electoral local.
El 24 de marzo, el Partido Nuevo Bienestar decidió unirse a la Alianza Popular. Tras esta decisión, Fatih Erbakan anunció que había dado por terminado el proceso de candidatura a favor de Erdoğan
| Partido | Partido | Candidato         | Firmas diarias | Firmas diarias | Firmas diarias | Firmas diarias | Firmas diarias | Firmas diarias | Resultados  |
| Partido | Partido | Candidato         | 22 de marzo    | 23 de marzo    | 24 de marzo    | 25 de marzo    | 26 de marzo    | 27 de marzo    | Resultados  |
| ------- | ------- | ----------------- | -------------- | -------------- | -------------- | -------------- | -------------- | -------------- | ----------- |
|         | MP      | Muharrem İnce     | 28,235         | 51,367         | 76,901         | 104,357        | 109,745        | 114,657        | Nominado    |
|         | YRP     | Fatih Erbakan     | 27,910         | 46,725         | 69,079         | 69,159         | 69,200         | 69,255         | No nominado |
|         |         | Sinan Oğan        | 15,573         | 25,924         | 39,317         | 63,027         | 102,667        | 111,502        | Nominado    |
|         | VP      | Doğu Perinçek     | 6,679          | 11,792         | 16,192         | 20,400         | 23,776         | 27,055         | No nominado |
|         |         | Yakup Türkal      | 993            | 1,645          | 2,031          | 2,462          | 2,780          | 3,137          | No nominado |
|         |         | Erkan Trükten     | 397            | 755            | 1,116          | 1,604          | 1,940          | 2,588          | No nominado |
|         |         | Ahmet Özal        | 237            | 567            | 807            | 1,025          | 1,311          | 1,544          | No nominado |
|         |         | İrfan Uzun        | 176            | 319            | 447            | 698            | 1,001          | 1,263          | No nominado |
|         |         | Halil Murat Ünver | 119            | 211            | 285            | 369            | 444            | 538            | No nominado |
|         |         | Hilmi Özden       | 60             | 151            | 225            | 333            | 405            | 478            | No nominado |
|         |         | Davut Turan       | 34             | 68             | 92             | 106            | 111            | 122            | No nominado |
| Total   | Total   | Total             | 80,413         | 139,524        | 206,494        | 263,540        | 313,380        | 332,139        |             |

### Partidos
| Candidatos | Candidatos         | Apoyos   | Apoyos                                        | Apoyos                         | Ideología                  |
| ---------- | ------------------ | -------- | --------------------------------------------- | ------------------------------ | -------------------------- |
|            | Erdoğan AKP        |          | MHP                                           | Partido de Acción Nacionalista | Ultranacionalismo turco    |
|            | Erdoğan AKP        | BBP      | Gran Partido de la Unidad                     | Islamonacionalismo turco       |                            |
|            | Erdoğan AKP        | HÜDAPAR  | Partido de la Causa Lbre                      | Extremismo islámico            |                            |
|            | Erdoğan AKP        | YRP      | Nuevo Partido del Bienestar                   | Perspectiva Nacional           |                            |
|            | Erdoğan AKP        | DSP      | Partido de la Izquierda Democrática           | Ecevitismo                     |                            |
|            | Erdoğan AKP        | BBP      | Gran Partido de Turquía                       | Pan-Turquismo                  |                            |
|            |                    |          |                                               |                                |                            |
|            | Kılıçdaroğlu CHP   |          | İYİ                                           | Partido Bueno                  | Nacionalismo turco         |
|            | Kılıçdaroğlu CHP   | DEVA     | Partido Democracia y Progreso                 | Conservadurismo liberal        |                            |
|            | Kılıçdaroğlu CHP   | GP       | Partido del Futuro                            | Conservadurismo                |                            |
|            | Kılıçdaroğlu CHP   | SP       | Partido de la Felicidad                       | Perspectiva Nacional           |                            |
|            | Kılıçdaroğlu CHP   | DP       | Partido Demócrata                             | Conservadurismo liberal        |                            |
|            | Kılıçdaroğlu CHP   | TİP      | Partido de los Trabajadores de Turquía        | Socialismo                     |                            |
|            | Kılıçdaroğlu CHP   | TKP      | Partido Comunista de Turquía                  | Comunismo                      |                            |
|            | Kılıçdaroğlu CHP   | TDP      | Partido por el Cambio en Turquía              | Socialdemocracia               |                            |
|            | Kılıçdaroğlu CHP   | MP       | Partido de la Patria (Para la Segunda Vuelta) | Kemalismo                      |                            |
|            | Kılıçdaroğlu CHP   | LDP      | Partido Liberal Democrático                   | Liberalismo clásico            |                            |
|            | Kılıçdaroğlu CHP   | BTP      | Partido Independiente de Turquía              | Kemalismo                      |                            |
|            | Kılıçdaroğlu CHP   | HKP      | Partido de Liberación Popular                 | Comunismo                      |                            |
|            | Kılıçdaroğlu CHP   | SOL      | Partido de la Libertad y Solidaridad          | Socialismo                     |                            |
|            | Kılıçdaroğlu CHP   | MTP      | Partido Nacionalista de Turquía               | Nacionalismo turco             |                            |
|            | Kılıçdaroğlu CHP   | KP       | Partido de la Mujer                           | Feminismo                      |                            |
|            | Kılıçdaroğlu CHP   | Yeşiller | Partido Verde                                 | Política verde                 |                            |
|            | Kılıçdaroğlu CHP   | TEK      | Partido del Desarrollo Tecnológico            | Liberalismo                    |                            |
|            |                    |          |                                               |                                |                            |
|            | Oğan Independiente |          | ZP                                            | Partido de la Victoria         | Oposición a la inmigración |
|            | Oğan Independiente | AP       | Partido de la Justicia                        | Conservadurismo liberal        |                            |
|            | Oğan Independiente | ÜP       | Partido Mi País                               | Nacionalismo turco             |                            |
|            | Oğan Independiente | TÜİP     | Partido de la Alianza de Turquía              | Kemalismo                      |                            |

## Controversias

### El derecho de Erdogan a buscar la reelección
Antes de las elecciones de 2018, los presidentes turcos se desempeñaban como jefes de Estado dentro de un sistema parlamentario. Después del referéndum constitucional de 2017, Turquía adoptó un sistema presidencial en el que el presidente se desempeña como jefe de gobierno. Algunos políticos de la oposición afirman que, dado que Erdoğan fue elegido presidente dos veces en 2014 y 2018, no puede volver a ser candidato a menos que el Parlamento convoque elecciones anticipadas, como se establece en el artículo 116 de la constitución. Algunos juristas argumentan que desde que se introdujo el sistema presidencial en 2018 y se formó una nueva oficina además de la similitud de nombre, la elección de 2018 fue el primer mandato de Erdoğan en el nuevo sistema y que tiene derecho a ser candidato nuevamente.

### Amenazas de asesinato
El 10 de marzo, el vicepresidente del grupo parlamentario del Partido Republicano del Pueblo (CHP), Özgür Özel, argumentó que Kılıçdaroğlu recibió amenazas de asesinato por parte de grupos desconocidos y el gobierno le ofreció un vehículo blindado de ministro, pero rechazó la propuesta y se quedó con su automóvil oficial.

### Ataque a la sede de la Alianza de la Nación en Estambul
El 31 de marzo de 2023, la sede de Estambul del Partido Bueno (IYI) fue objeto de un ataque a tiros. Nadie resultó herido en el tiroteo. Akşener criticó a Erdoğan después del ataque diciendo: 'Un partido político no puede ser intimidado un mes y medio antes de las elecciones'. No tenemos miedo. No temo a nada más que a Dios. Sr. Recep (Erdoğan), no le tengo miedo. Pero usted es el presidente y es responsable de todos los ciudadanos de este país. Los atacantes se envalentonaron por las duras palabras del presidente contra la oposición, dijo Akşener.
Tras la investigación, quedó claro que un guardia de seguridad nocturno había disparado su arma contra los ladrones, solo para golpear el edificio por error con dos balas perdidas. El presidente Erdoğan dijo en respuesta a Akşener: 'La verdad ha salido a la luz, ¿ahora me vas a disculpar?'
El 6 de abril de 2023, la sede de CHP en Estambul fue atacada con disparos. Canan Kaftancıoğlu dijo que se dispararon seis o siete balas contra el edificio.

### Ataques a Kemal Kılıçdaroğlu
Mientras visitaba los entierros de los ciudadanos que perdieron la vida durante el terremoto en la provincia de Adıyaman, Kılıçdaroğlu fue objeto de un ataque verbal mientras recitaba Al-Fatiha. El mismo día, otra persona intentó un ataque físico.

### Ataques a Ekrem İmamoğlu
El 7 de mayo, Ekrem İmamoğlu fue atacado durante una manifestación a favor de Kılıçdaroğlu en Erzurum. Su mitin fue interrumpido por piedras lanzadas por la multitud. El ataque se produjo después de que la Municipalidad Metropolitana de Erzurum, dirigida por el gobernante AKP, juntara varios autobuses públicos en la plaza donde İmamoğlu celebraría un mitin electoral para evitarlo. Después del ataque, Kemal Kılıçdaroğlu compartió un video en su cuenta de Twitter y dijo:

Hay una coalición militarista (gobernante) formada por mafias, militantes, partidarios de SADAT, traficantes de drogas que mataron a Sinan Ateş, bandas de cinco y (Hizbullah). Estas son las personas que atacaron a nuestro alcalde Ekrem hoy. Su objetivo es asustar a nuestra gente. Turquía es el país de la mayoría razonable. La mayoría acabará con este mal. Mis queridos ciudadanos. Foco en el 14 de mayo (elecciones). No te enojes, no te ofendas. Ama a tu pueblo, abraza tu corazón. Que te mejores pronto, hijo mío Ekrem. Traer cambios al país tiene un precio y todos estamos dispuestos a pagarlo.
Kemal Kılıçdaroğlu

Después del ataque, los partidarios de İmamoğlu corrieron al aeropuerto Sabiha Gökçen en Estambul para darle la bienvenida y mostrarle su apoyo.
Por otro lado, el alcalde de Erzurum, Mehmet Sekmen, respondió que no había una solicitud por escrito de la presidencia provincial del Partido Republicano del Pueblo (CHP) para realizar un mitin en Erzurum, y que el grupo de 150-200 que asistieron provenía del partido CHP. El Ministro del Interior, Süleyman Soylu, también habló sobre el incidente y dijo que CHP solicitó a la junta electoral provincial un permiso para 'visitar a los comerciantes' y no para 'realizar un mitin'.[74] El alcalde de Erzurum mencionó además que detectaron que el grupo CHP arrojaba piedras al lado opuesto de los partidarios del Partido de la Justicia y el Desarrollo (AKP) de Erzurum. Agregó que Erzurum ha sido un bastión del partido gobernante AKP durante varias elecciones y mostró un gran apoyo al presidente durante sus mítines en la ciudad, e İmamoğlu es quien creó este caos al intentar manifestarse en Erzurum. Funcionarios del AKP dijeron que se trataba de provocaciones para ensombrecer la gran manifestación del partido gobernante que tuvo lugar el mismo día en los terrenos del cerrado aeropuerto Atatürk, que supuestamente atrajo a 1,7 millones de personas en apoyo del actual presidente Recep Tayyip Erdoğan.

## Encuestas

### Encuesta oficial de la campaña
La siguiente tabla contiene encuestas realizadas después del inicio oficial del período de campaña el 10 de marzo.
| Fecha               | Encuestadora                                                                                                | Publicado por                                                                                               | Muestra                                                                                          |                                                                                                  |                                                                                                  |                                                                                                  |                                                                                                  | Otros                                                                                            | Ventaja                                                                                          |                                      |                                      |                                      |                                      |
| Fecha               | Encuestadora                                                                                                | Publicado por                                                                                               | Muestra                                                                                          | Erdoğan Popular                                                                                  | Kılıçdaroğlu Nación                                                                              | Oğan Ancestral                                                                                   | İnce MP                                                                                          | Otros                                                                                            | Ventaja                                                                                          |                                      |                                      |                                      |                                      |
| Fecha               | Encuestadora                                                                                                | Publicado por                                                                                               | Muestra                                                                                          | 11 de mayo de 2023                                                                               | 11 de mayo de 2023                                                                               | 11 de mayo de 2023                                                                               | Muharrem İnce retira su candidatura.                                                             | Muharrem İnce retira su candidatura.                                                             | Muharrem İnce retira su candidatura.                                                             | Muharrem İnce retira su candidatura. | Muharrem İnce retira su candidatura. | Muharrem İnce retira su candidatura. | Muharrem İnce retira su candidatura. |
| ------------------- | --- | --- | ------------------------------------------------------------------------------------------------ | ------------------------------------------------------------------------------------------------ | ------------------------------------------------------------------------------------------------ | ------------------------------------------------------------------------------------------------ | ------------------------------------------------------------------------------------------------ | ------------------------------------------------------------------------------------------------ | ------------------------------------------------------------------------------------------------ | ------------------------------------ | ------------------------------------ | ------------------------------------ | ------------------------------------ |
| 9–10 May            | Yöneylem | Yöneylem | 2,476                                                                                            | 44.4                                                                                             | 49.5                                                                                             | 4.7                                                                                              | 1.4                                                                                              | -                                                                                                | 5.1                                                                                              |                                      |                                      |                                      |                                      |
| 9–10 May            | MetroPOLL (enlace roto disponible en Internet Archive; véase el historial, la primera versión y la última). | MetroPOLL (enlace roto disponible en Internet Archive; véase el historial, la primera versión y la última). | 2,038                                                                                            | 46.9                                                                                             | 49.1                                                                                             | 2.7                                                                                              | 1.3                                                                                              | -                                                                                                | 2.2                                                                                              |                                      |                                      |                                      |                                      |
| 7–10 May            | SER-AR | SER-AR | 2,795                                                                                            | 45.2                                                                                             | 52.1                                                                                             | 2.7                                                                                              | –                                                                                                | -                                                                                                | 6.9                                                                                              |                                      |                                      |                                      |                                      |
| 8–9 May             | Área | Área | 3,000                                                                                            | 46.1                                                                                             | 49.1                                                                                             | 3.5                                                                                              | 1.3                                                                                              | -                                                                                                | 2.0                                                                                              |                                      |                                      |                                      |                                      |
| 6–9 May             | PİAR | PİAR | –                                                                                                | 45.3                                                                                             | 51.3                                                                                             | 2.6                                                                                              | 0.8                                                                                              | -                                                                                                | 6.0                                                                                              |                                      |                                      |                                      |                                      |
| 5–9 May             | ALF | ALF | 6,000                                                                                            | 44.7                                                                                             | 51.2                                                                                             | 2.5                                                                                              | 1.6                                                                                              | -                                                                                                | 6.5                                                                                              |                                      |                                      |                                      |                                      |
| 2–9 May             | Artıbir | Artıbir | 1,500                                                                                            | 44.6                                                                                             | 50.1                                                                                             | 3.0                                                                                              | 2.3                                                                                              | -                                                                                                | 5.5                                                                                              |                                      |                                      |                                      |                                      |
| 20 Abr–9 May        | ADA | ADA | 65,000                                                                                           | 50.6                                                                                             | 44.8                                                                                             | 1.7                                                                                              | 2.9                                                                                              | –                                                                                                | 5.8                                                                                              |                                      |                                      |                                      |                                      |
| 4–8 May             | İVEM | İVEM | 4,020                                                                                            | 48.6                                                                                             | 46.9                                                                                             | 2.4                                                                                              | 2.1                                                                                              | –                                                                                                | 1.7                                                                                              |                                      |                                      |                                      |                                      |
| 2–8 May             | BULGU | BULGU | 2,400                                                                                            | 43.2                                                                                             | 50.5                                                                                             | 3.8                                                                                              | 2.5                                                                                              | -                                                                                                | 7.3                                                                                              |                                      |                                      |                                      |                                      |
| 6–7 May             | KONDA Archivado el 12 de mayo de 2023 en Wayback Machine.                                                   | KONDA Archivado el 12 de mayo de 2023 en Wayback Machine.                                                   | 3,480                                                                                            | 43.7                                                                                             | 49.3                                                                                             | 4.8                                                                                              | 2.2                                                                                              | -                                                                                                | 5.6                                                                                              |                                      |                                      |                                      |                                      |
| 3–7 May             | SAROS | SAROS | 8,164                                                                                            | 44.5                                                                                             | 49.96                                                                                            | 2.3                                                                                              | 3.2                                                                                              | -                                                                                                | 5.5                                                                                              |                                      |                                      |                                      |                                      |
| 2–6 May             | TAG | TAG | 3,150                                                                                            | 44.7                                                                                             | 50.2                                                                                             | 2.3                                                                                              | 2.8                                                                                              | -                                                                                                | 5.5                                                                                              |                                      |                                      |                                      |                                      |
| 27 Abr–5 May        | Avrasya | Avrasya | 5,600                                                                                            | 43.6                                                                                             | 50.9                                                                                             | 3.0                                                                                              | 2.5                                                                                              | -                                                                                                | 7.3                                                                                              |                                      |                                      |                                      |                                      |
| 26 Abr–4 May        | MAK | MAK | 5,750                                                                                            | 45.4                                                                                             | 50.9                                                                                             | 2.0                                                                                              | 1.7                                                                                              | -                                                                                                | 5.5                                                                                              |                                      |                                      |                                      |                                      |
| 4 de mayo de 2023   | 4 de mayo de 2023                                                                                           | 4 de mayo de 2023                                                                                           | Entra en vigor la prohibición preelectoral de encuestas, diez días antes del día de la votación. | Entra en vigor la prohibición preelectoral de encuestas, diez días antes del día de la votación. | Entra en vigor la prohibición preelectoral de encuestas, diez días antes del día de la votación. | Entra en vigor la prohibición preelectoral de encuestas, diez días antes del día de la votación. | Entra en vigor la prohibición preelectoral de encuestas, diez días antes del día de la votación. | Entra en vigor la prohibición preelectoral de encuestas, diez días antes del día de la votación. | Entra en vigor la prohibición preelectoral de encuestas, diez días antes del día de la votación. |                                      |                                      |                                      |                                      |
| 2 May               | Polimetre                                                                                                   | Polimetre                                                                                                   | –                                                                                                | 35.3                                                                                             | 55.5                                                                                             | –                                                                                                | –                                                                                                | 9.2                                                                                              | 20.2                                                                                             |                                      |                                      |                                      |                                      |
| 1-3 May             | AREDA | AREDA | 16,740                                                                                           | 50.8                                                                                             | 41.9                                                                                             | 3.6                                                                                              | 3.7                                                                                              | –                                                                                                | 8.9                                                                                              |                                      |                                      |                                      |                                      |
| 30 Abr-2 May        | SER-AR | SER-AR | 2,600                                                                                            | 44.3                                                                                             | 52.7                                                                                             | 1.6                                                                                              | 1.4                                                                                              | –                                                                                                | 8.4                                                                                              |                                      |                                      |                                      |                                      |
| 27 Abr-2 May        | ASAL | ASAL | 2,523                                                                                            | 49.1                                                                                             | 46.3                                                                                             | 1.9                                                                                              | 2.7                                                                                              | –                                                                                                | 2.8                                                                                              |                                      |                                      |                                      |                                      |
| 29 Abr-1 May        | ORC | ORC | 3,950                                                                                            | 44.6                                                                                             | 48.0                                                                                             | 3.1                                                                                              | 4.3                                                                                              | –                                                                                                | 3.4                                                                                              |                                      |                                      |                                      |                                      |
| 25-30 Abr           | TAG | TAG | 1,900                                                                                            | 43.3                                                                                             | 51.9                                                                                             | 2.3                                                                                              | 2.7                                                                                              | –                                                                                                | 8.6                                                                                              |                                      |                                      |                                      |                                      |
| 26-28 Abr           | Aksoy | Aksoy | 1,537                                                                                            | 41.9                                                                                             | 47.3                                                                                             | 5.0                                                                                              | 5.8                                                                                              | –                                                                                                | 5.4                                                                                              |                                      |                                      |                                      |                                      |
| 25-28 Abr           | Optimar | Optimar | 3,005                                                                                            | 48.6                                                                                             | 44.1                                                                                             | 3.0                                                                                              | 4.3                                                                                              | –                                                                                                | 4.5                                                                                              |                                      |                                      |                                      |                                      |
| 25-27 Abr           | AREDA | AREDA | 14,193                                                                                           | 51.1                                                                                             | 42.0                                                                                             | 2.8                                                                                              | 4.1                                                                                              | –                                                                                                | 9.1                                                                                              |                                      |                                      |                                      |                                      |
| 24-27 Abr           | SER-AR | SER-AR | 5,000                                                                                            | 44.8                                                                                             | 53.1                                                                                             | 0.5                                                                                              | 1.6                                                                                              | –                                                                                                | 8.3                                                                                              |                                      |                                      |                                      |                                      |
| 24-26 Abr           | Gezici | Gezici | 3,991                                                                                            | 44.6                                                                                             | 48.7                                                                                             | 2.0                                                                                              | 4.7                                                                                              | –                                                                                                | 5.4                                                                                              |                                      |                                      |                                      |                                      |
| 23-26 Abr           | TEAM | TEAM | 3,054                                                                                            | 44.4                                                                                             | 47.4                                                                                             | 2.1                                                                                              | 6.1                                                                                              | –                                                                                                | 3.0                                                                                              |                                      |                                      |                                      |                                      |
| 17-25 Abr           | TÜSİAR | TÜSİAR | 1,500                                                                                            | 48.7                                                                                             | 46.6                                                                                             | 1.1                                                                                              | 3.6                                                                                              | –                                                                                                | 2.1                                                                                              |                                      |                                      |                                      |                                      |
| 10-25 Abr           | BULGU | Sözcü | 2,400                                                                                            | 41.5                                                                                             | 49.5                                                                                             | 2.5                                                                                              | 6.5                                                                                              | –                                                                                                | 8.0                                                                                              |                                      |                                      |                                      |                                      |
| 13-24 Abr           | Artıbir | Artıbir | 1,500                                                                                            | 43.7                                                                                             | 49.4                                                                                             | 2.4                                                                                              | 4.5                                                                                              | –                                                                                                | 5.7                                                                                              |                                      |                                      |                                      |                                      |
| 19-22 Abr           | ORC | ORC | 3,920                                                                                            | 42.4                                                                                             | 49.3                                                                                             | 2.2                                                                                              | 6.1                                                                                              | –                                                                                                | 6.9                                                                                              |                                      |                                      |                                      |                                      |
| 15-20 Abr           | Areda | Areda | 17,400                                                                                           | 51.4                                                                                             | 41.8                                                                                             | 2.2                                                                                              | 4.6                                                                                              | -                                                                                                | 9.6                                                                                              |                                      |                                      |                                      |                                      |
| 10-16 Abr           | SONAR | SONAR | 4,541                                                                                            | 46.1                                                                                             | 44.1                                                                                             | 2.1                                                                                              | 7.7                                                                                              | -                                                                                                | 2.0                                                                                              |                                      |                                      |                                      |                                      |
| 10-16 Abr           | AKSOY | AKSOY | 1,067                                                                                            | 38.4                                                                                             | 47.9                                                                                             | 4.8                                                                                              | 9.0                                                                                              | -                                                                                                | 9.5                                                                                              |                                      |                                      |                                      |                                      |
| 10-16 Abr           | MAK | MAK | 5,750                                                                                            | 45.5                                                                                             | 49.8                                                                                             | 1.2                                                                                              | 3.5                                                                                              | –                                                                                                | 4.3                                                                                              |                                      |                                      |                                      |                                      |
| 12-14 Abr           | AREDA | AREDA | 10,136                                                                                           | 50.8                                                                                             | 43.1                                                                                             | 1.6                                                                                              | 4.5                                                                                              | –                                                                                                | 7.7                                                                                              |                                      |                                      |                                      |                                      |
| 13 Abr              | AR-G | AR-G | 1,984                                                                                            | 45.6                                                                                             | 49.2                                                                                             | 1.3                                                                                              | 3.9                                                                                              | –                                                                                                | 3.6                                                                                              |                                      |                                      |                                      |                                      |
| 8-12 Abr            | ALF | ALF | 2,340                                                                                            | 43.9                                                                                             | 47.4                                                                                             | 2.2                                                                                              | 6.5                                                                                              | –                                                                                                | 3.5                                                                                              |                                      |                                      |                                      |                                      |
| 7-11 Abr            | ORC | ORC | 5,400                                                                                            | 41.5                                                                                             | 48.9                                                                                             | 2.4                                                                                              | 7.2                                                                                              | –                                                                                                | 7.4                                                                                              |                                      |                                      |                                      |                                      |
| 6-10 Abr            | Avrasya | Avrasya | 2,410                                                                                            | 42.3                                                                                             | 50.9                                                                                             | 2.0                                                                                              | 4.8                                                                                              | –                                                                                                | 8.6                                                                                              |                                      |                                      |                                      |                                      |
| 9 Abr               | Saros | Saros | 10,729                                                                                           | 46.8                                                                                             | 45.7                                                                                             | 1.6                                                                                              | 6.0                                                                                              | –                                                                                                | 1.1                                                                                              |                                      |                                      |                                      |                                      |
| 3-8 Abr             | TAG | TAG | 1,600                                                                                            | 42.9                                                                                             | 51.4                                                                                             | 1.6                                                                                              | 4.1                                                                                              | –                                                                                                | 8.5                                                                                              |                                      |                                      |                                      |                                      |
| 1-8 Abr             | Optimar | Optimar | 4,745                                                                                            | 45.9                                                                                             | 43.9                                                                                             | 1.7                                                                                              | 8.3                                                                                              | –                                                                                                | 2.0                                                                                              |                                      |                                      |                                      |                                      |
| 1-4 Abr             | TekAr | TekAr | 3,600                                                                                            | 45.8                                                                                             | 46.2                                                                                             | 2.4                                                                                              | 5.6                                                                                              | –                                                                                                | 0.4                                                                                              |                                      |                                      |                                      |                                      |
| 1-3 Abr             | MetroPoll                                                                                                   | MetroPoll                                                                                                   | 2,610                                                                                            | 41.1                                                                                             | 42.6                                                                                             | 2.2                                                                                              | 5.0                                                                                              | 11.3                                                                                             | 1.5                                                                                              |                                      |                                      |                                      |                                      |
| 1-2 Abr             | Gezici | Gezici | 2.864                                                                                            | 43.2                                                                                             | 53.4                                                                                             | 1.3                                                                                              | 2.1                                                                                              | –                                                                                                | 10.2                                                                                             |                                      |                                      |                                      |                                      |
| 25 Mar-2 Abr        | ASAL | ASAL | 2,147                                                                                            | 46.8                                                                                             | 42.2                                                                                             | 2.6                                                                                              | 8.4                                                                                              | –                                                                                                | 4.6                                                                                              |                                      |                                      |                                      |                                      |
| 28 Mar - 1 Abr      | AREDA | Sabah | 18,487                                                                                           | 50.6                                                                                             | 41.8                                                                                             | 2.1                                                                                              | 5.5                                                                                              | –                                                                                                | 8.8                                                                                              |                                      |                                      |                                      |                                      |
| 31 Mar              | MetroPoll                                                                                                   | BirGün | 2,046                                                                                            | 42.0                                                                                             | 44.6                                                                                             | –                                                                                                | –                                                                                                | 13.4                                                                                             | 2.6                                                                                              |                                      |                                      |                                      |                                      |
| 31 de marzo de 2023 | 31 de marzo de 2023                                                                                         | 31 de marzo de 2023                                                                                         | 31 de marzo de 2023                                                                              | La lista definitiva de candidatos se publicó en el Boletín Oficial.                              | La lista definitiva de candidatos se publicó en el Boletín Oficial.                              | La lista definitiva de candidatos se publicó en el Boletín Oficial.                              | La lista definitiva de candidatos se publicó en el Boletín Oficial.                              | La lista definitiva de candidatos se publicó en el Boletín Oficial.                              | La lista definitiva de candidatos se publicó en el Boletín Oficial.                              |                                      |                                      |                                      |                                      |
| 28-30 Mar           | Ankara Analitik                                                                                             | Ankara Analitik                                                                                             | 2,187                                                                                            | 44.5                                                                                             | 39.7                                                                                             | 1.5                                                                                              | 14.3                                                                                             | –                                                                                                | 4.8                                                                                              |                                      |                                      |                                      |                                      |
| 27-29 Mar           | Yöneylem | Yöneylem | 2,655                                                                                            | 41.6                                                                                             | 46.4                                                                                             | 2.9                                                                                              | 9.1                                                                                              | –                                                                                                | 4.8                                                                                              |                                      |                                      |                                      |                                      |
| 24 de marzo de 2023 | 24 de marzo de 2023                                                                                         | 24 de marzo de 2023                                                                                         | 24 de marzo de 2023                                                                              | Erbakan retira su candidatura, respaldando a Erdogan.                                            | Erbakan retira su candidatura, respaldando a Erdogan.                                            | Erbakan retira su candidatura, respaldando a Erdogan.                                            | Erbakan retira su candidatura, respaldando a Erdogan.                                            | Erbakan retira su candidatura, respaldando a Erdogan.                                            | Erbakan retira su candidatura, respaldando a Erdogan.                                            |                                      |                                      |                                      |                                      |
| 22 Mar 2023         | 22 Mar 2023                                                                                                 | 22 Mar 2023                                                                                                 | 22 Mar 2023                                                                                      | La Alianza Trabajo y Libertad anuncia que no están nominando a un candidato.                     | La Alianza Trabajo y Libertad anuncia que no están nominando a un candidato.                     | La Alianza Trabajo y Libertad anuncia que no están nominando a un candidato.                     | La Alianza Trabajo y Libertad anuncia que no están nominando a un candidato.                     | La Alianza Trabajo y Libertad anuncia que no están nominando a un candidato.                     | La Alianza Trabajo y Libertad anuncia que no están nominando a un candidato.                     |                                      |                                      |                                      |                                      |
| 13-21 Mar           | Artıbir | KRT TV Live                                                                                                 | 1,500                                                                                            | 44.0                                                                                             | 51.3                                                                                             | 1.2                                                                                              | 3.5                                                                                              | –                                                                                                | 7.3                                                                                              |                                      |                                      |                                      |                                      |
| 20 Mar              | SAROS | SAROS | 10,826                                                                                           | 44.3                                                                                             | 45.5                                                                                             | –                                                                                                | 3.1                                                                                              | 2.3                                                                                              | 1.2                                                                                              |                                      |                                      |                                      |                                      |
| 13-18 Mar           | Optimar | Optimar | 1,916                                                                                            | 47.4                                                                                             | 45.3                                                                                             | 0.7                                                                                              | 6.5                                                                                              | –                                                                                                | 2.1                                                                                              |                                      |                                      |                                      |                                      |
| 12-17 Mar           | Avrasya | 23 DERECE                                                                                                   | 2,560                                                                                            | 39.7                                                                                             | 53.5                                                                                             | 1.4                                                                                              | 2.9                                                                                              | 2.5                                                                                              | 13.8                                                                                             |                                      |                                      |                                      |                                      |
| 13-15 Mar           | TAG | TAG | 2,100                                                                                            | 43.2                                                                                             | 45.4                                                                                             | 3.6                                                                                              | 5.5                                                                                              | 2.3                                                                                              | 2.2                                                                                              |                                      |                                      |                                      |                                      |
| 11-15 Mar           | ORC Archivado el 25 de marzo de 2023 en Wayback Machine.                                                    | ORC Archivado el 25 de marzo de 2023 en Wayback Machine.                                                    | 4,540                                                                                            | 42.3                                                                                             | 53.1                                                                                             | 1.5                                                                                              | 3.1                                                                                              | –                                                                                                | 7.8                                                                                              |                                      |                                      |                                      |                                      |
| 17 Mar              | Themis | Haber3 | 1,458                                                                                            | 32.1                                                                                             | 36.8                                                                                             | 12.2                                                                                             | 7.9                                                                                              | 11.1                                                                                             | 4.7                                                                                              |                                      |                                      |                                      |                                      |
| 15 Mar              | MAK | Habertürk TV                                                                                                | 5,750                                                                                            | 45.7                                                                                             | 51.1                                                                                             | –                                                                                                | –                                                                                                | 3.3                                                                                              | 5.4                                                                                              |                                      |                                      |                                      |                                      |
| 14 Mar              | AR-G | AR-G | 1,472                                                                                            | 43.1                                                                                             | 46.2                                                                                             | 3.1                                                                                              | 7.6                                                                                              | –                                                                                                | 3.1                                                                                              |                                      |                                      |                                      |                                      |

## Resultados
|                       | Recep Tayyip Erdoğan  | Partido de la Justicia y el Desarrollo | 26 538 825 | 49.34  |  |  |  |
|                       | Kemal Kılıçdaroğlu    | Partido Republicano del Pueblo         | 24 200 971 | 45.00  |  |  |  |
|                       | Sinan Oğan            | Independiente                          | 2 813 093  | 5.23   |  |  |  |
|                       | Muharrem İnce         | Partido Patria                         | 230 570    | 0.43   |  |  |  |
| Total                 | Total                 | Total                                  | 0          | 100.00 |  |  |  |
|                       |                       |                                        |            |        |  |  |  |
| Votos válidos         | Votos válidos         | Votos válidos                          | 0          |        |  |  |  |
| Votos nulos/en blanco | Votos nulos/en blanco | Votos nulos/en blanco                  | 0          |        |  |  |  |
| Total                 | Total                 | Total                                  | 0          | 100.00 |  |  |  |
| Participación         | Participación         | Participación                          | 0          |        |  |  |  |